# كعكة الكلمنتينة
كعكة الكَلَمَنتِينة او كعكة البرتقال (بالإنجليزية: Clementine cake)‏ هي كعكة مطعمة بطعم الكلمنتينة بالمقام الأول. يمكن أن تكون مغطاة بطبقة زجاجية أو صلصة حلوة أو مسحوق سكر أو عسل أو كلمنتينة أو كلمنتينة مسكرة.

## الصور

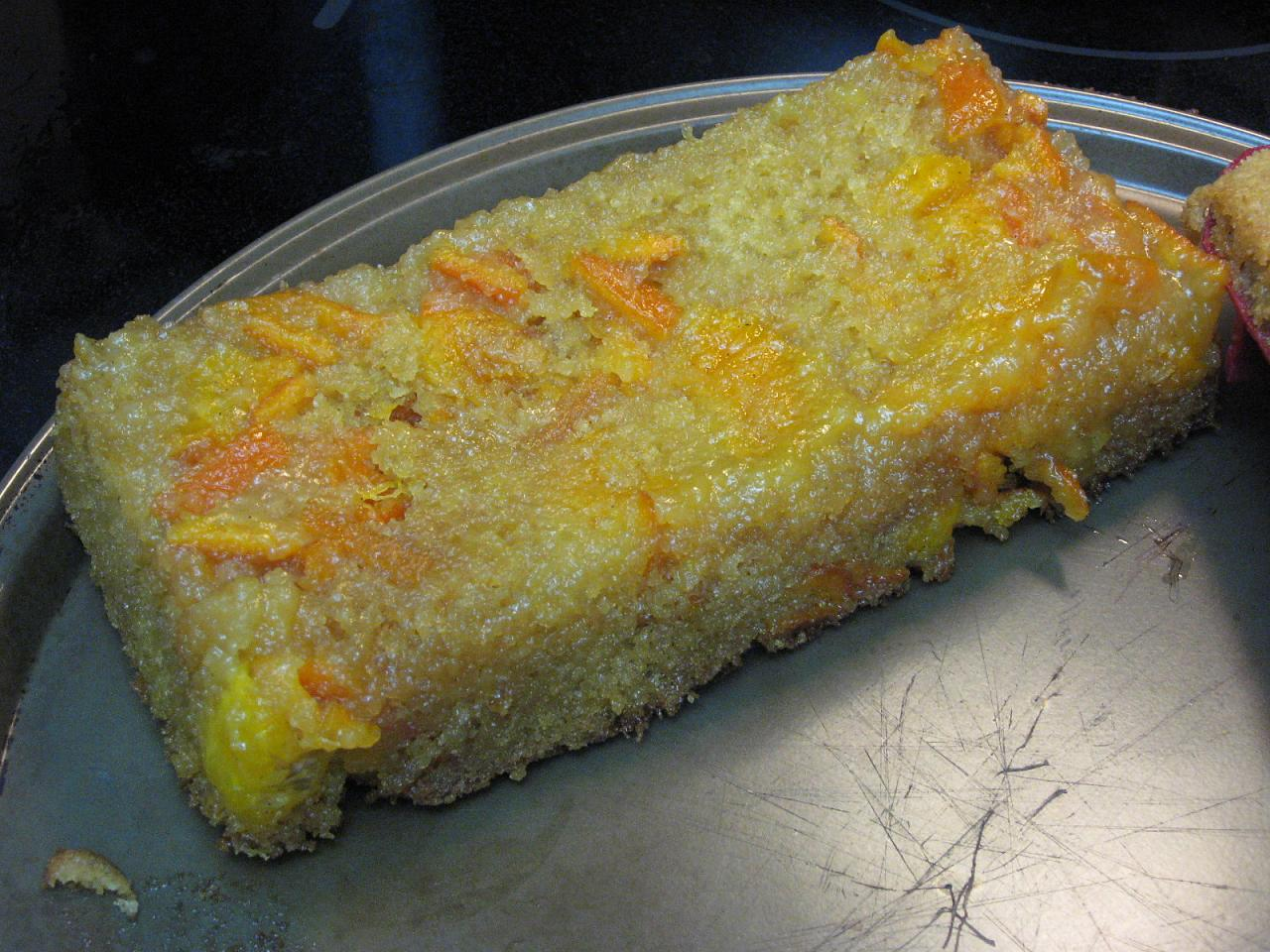
شريحة من كعكة الكلمنتينة بالونيلية
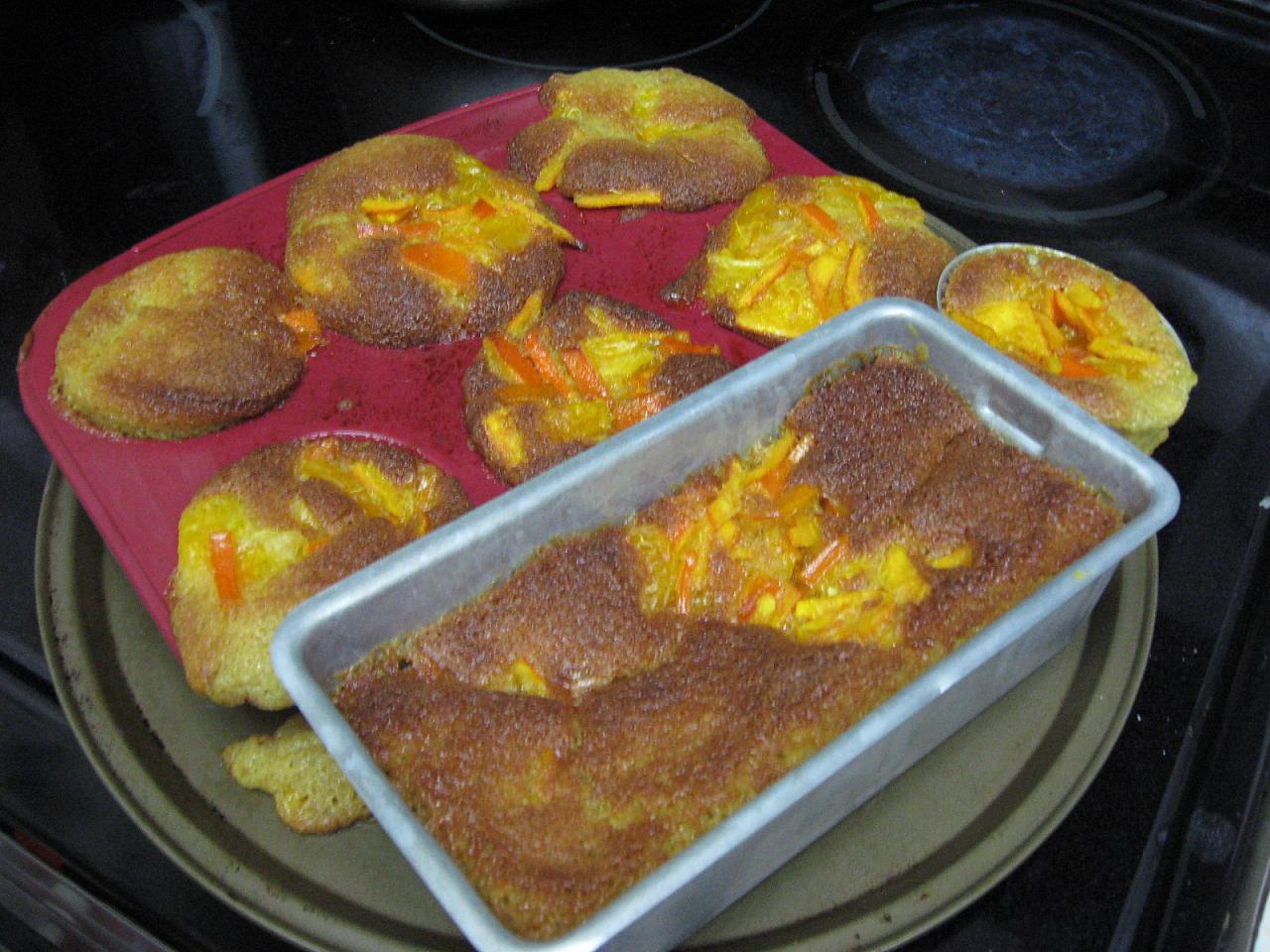
كعكة الكلمنتينة بالونيلية وكعكة مكوبة
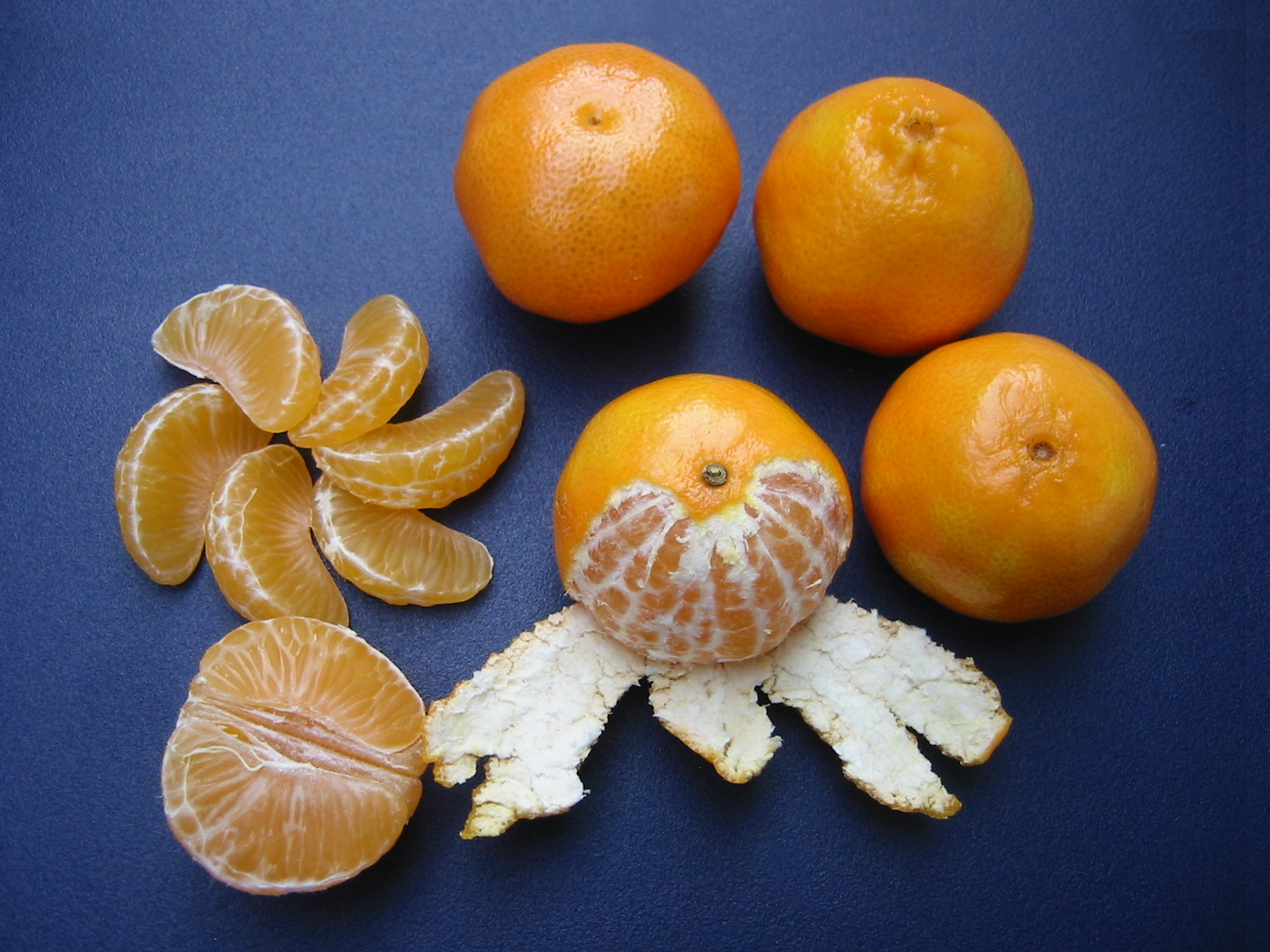
كلمنتينة كاملة ومقشرة